# La Loma, Tenango de Doria
La Loma är en ort i Mexiko.   Den ligger i kommunen Tenango de Doria och delstaten Hidalgo, i den sydöstra delen av landet, 140 km nordost om huvudstaden Mexico City. La Loma ligger 1 685 meter över havet och antalet invånare är 147.
Terrängen runt La Loma är varierad. Runt La Loma är det ganska tätbefolkat, med 230 invånare per kvadratkilometer. Närmaste större samhälle är San Bartolo Tutotepec, 6,8 km norr om La Loma. I omgivningarna runt La Loma växer i huvudsak blandskog.